# Carl Gustaf Wadström
Carl Gustaf Wadström, född 18 januari 1787, död 10 april 1841, var en svensk ämbetsman, skald och översättare (av bland annat Molières Misantropen, 1816). Han var brorson till abolitionisten Carl Bernhard Wadström och far till författaren och prästen Bernhard Wadström.

## Skrifter
- Några stunder vid lyran: skaldeförsök. Första häftet (Norstedt, 1833) [endast första häftet utkom]

## Översättningar
- Ludwig Timotheus von Spittler: Historia om revolutionen i Danmark år 1660 (Örebro, 1809)
- Edward Gibbon: Historia om romerska kejsardömets aftagande och fall (The history of the decline and fall of the Roman Empire) (Örebro, 1820-1829)
- Charles Albert Demoustier: Bref till Emili öfver mythologien (Örebro, 1821-1825)